# HMS Redpole (U69)
Pour les autres navires du même nom, voir HMS Redpole.
Le HMS Redpole est un sloop britannique, de la classe Black Swan modifiée, qui participa aux opérations navales contre la Kriegsmarine (marine Allemande) pendant la Seconde Guerre mondiale.

## Construction et conception
Le Redpole est commandé le 27 mars 1941 dans le cadre de programmation de 1940 pour le chantier naval de Yarrow Shipbuilders à Scotstoun à Glasgow - Ecosse. La pose de la quille est effectuée le 18 mai 1942, le Redpole est lancé le 25 février 1943 et mis en service le 24 juin 1943.
Il a été adopté par la communauté civile du district rural de Kettering, Northamptonshire  dans le cadre de la Warship Week (semaine des navires de guerre) en 1942.
Les sloops de la classe Black Swan ont fait l'objet de nombreuses modifications au cours du processus de construction, à tel point que la conception a été révisée, les navires ultérieurs (du programme de 1941 et suivants) étant décrits comme la classe Black Swan modifiée. Bien que le Redpole ait été fixé selon la conception originale, elle a été achevée plus tard que certains des navires de classe modifiés, et avec les modifications apportées lors de sa construction, il était impossible de les distinguer des navires modifiés de Black Swan .
La classe Black Swan modifiée était une version élargie et mieux armé pour la lutte anti-sous-marine de la classe Black Swan, elle-même dérivée des sloops antérieurs de la classe Egret. L'armement principal se composait de six canons antiaériens QF 4 pouces Mk XVI dans trois tourelles jumelles, de 6 Canons jumelés de 20 mm Oerlikon Anti-aérien, de 4 canons de 40 mm pom-pom. L'armement anti-sous-marin se composait de lanceurs de charges de profondeur avec 110 charges de profondeur transportées. Il était aussi équipé d'un mortier Hedgehog anti-sous-marin pour lancer en avant ainsi qu'un équipement radar pour le radar d'alerte de surface type 272, et le radar de contrôle de tir type 285,.

## Historique

### Seconde Guerre mondiale
Après des essais et sa mise en service opérationnelle en juillet 1943, le Redpole rejoint le 7e Groupe d'escorte à Greenock pour l'escorte et le soutien des convois de l'Atlantique, puis à Gibraltar, pour les convois en Méditerranée.
En mai 1944, il est au service de la Force de soutien G pendant la phase d'assaut du débarquement allié prévu en Normandie dans le cadre de l'opération Neptune.
Fin 1944, il est affecté à la Eastern Fleet (flotte orientale), puis transféré à la East Indies Fleet de formation lorsque certains navires de la flotte orientale sont transférés à la British Pacific Fleet (flotte du Pacifique britannique).
Puis en janvier 1945, il rejoint la Task Force 64 pour soutenir les débarquements en Birmanie. Il fournit un appui-feu avec la Force de bombardement lors des débarquements de la 4e et de la 71e brigade britanniques dans la partie nord de l'île Ramree pendant l'opération Matador.
De février à juillet 1945, il est à Auckland en Nouvelle-Zélande pour des réparations et améliorations techniques.
À la fin des essais post-radoub, il part pour Sydney en Australie pour le service avec la British Pacific Fleet, puis se retrouve à a base opérationnelle avancée de Manus des îles de l'Amirauté en août 1945.

### Après guerre
Le HMS Redpole revient sous le contrôle de la Royal Navy après son arrivée et est déployé avec la British Pacific Fleet (flotte du Pacifique britannique) à Hong Kong pour soutenir les opérations de rapatriement. Il reste dans le Pacifique jusqu'à son retour au Royaume-Uni en 1946 pour être mis dans la réserve à Harwich.
Trois ans plus tard, le navire est réactivé pour servir de navire d'entraînement à la navigation attaché au HMS Dryad à Portsmouth et remis en service. Son armement est retiré au cours d'un vaste radoub, y compris l'installation d'un mât de trépied et la fourniture d'installations pour l'instruction pratique des officiers subalternes en navigation.
Le 12 juillet 1957, il est impliqué dans une collision avec le ferry Vadne de la Gosport Ferry, faisant un mort sur les quarante passagers et endommageant gravement le ferry.
En 1958, le navire est retiré de son rôle de formation et retourne dans la réserve jusqu'en 1960.
Il est vendu à BISCO le 11 novembre 1960 pour démolition par JA White et arrive en remorque au chantier du démolisseur à Saint-Davids le 20 novembre cette année.